# Уоллис, Рут
Рут Уо́ллис (англ. Ruth Wallis, 5 января 1920 — 22 декабря 2007) — американская певица кабаре. Как пишет музыкальный сайт AllMusic, Уоллис исполняла «похабные сатирические песни с двойным смыслом, которые принесли ей культовый статус среди поклонников за рубежом, но страдали от цензоров в её родных Соединённых Штатах».
Среди её самых известных песен: «Johnny Had a Yo-Yo» (про мальчика Джонни — обладателя игрушки йо-йо) и «The Dinghy Song» (про матроса с самым миленьким динги в мире). Сингл с последней перечисленной, несмотря на отсутствие или почти полное отсутствие на радио и бойкот несколькими крупными торговыми сетями, продался в США в более чем 250 тысячах экземпляров, и на волне его успеха Уоллис записала целую серию сиквелов: «Davy’s Dinghy», «The Admiral’s Daughter», «The New Dinghy Song» и др.
В 2003 году в Нью-Йорке (офф-Бродвей) открылся поставленный по песням Рут Уоллис мюзикл Boobs! The Musical. В него вошли такие песни, написанные (и слова, и музыка) певицей, как «Queer Things Are Happening», «Johnny’s Got a Yo-Yo», «I Need A Man Of My Own», «Mama Was A Star» и конечно, «Boobs».
Ранее песня «Queer Things Are Happening To Me» в исполнении Рут Уоллис также была использована в открывающих титрах независимого фильма «Heaven’s A Drag» (1995).